# Список объектов всемирного наследия ЮНЕСКО в ДР Конго
В списке объектов всемирного наследия ЮНЕСКО в ДР Конго значится 5 наименований, что составляет около 0,4 % от общего числа (1248 на 2025 год). Все пять объектов включены в список по природным критериям. Также все они входят в список всемирного наследия, находящегося под угрозой. Кроме этого, 3 объекта на территории ДР Конго находятся в числе кандидатов на включение в список всемирного наследия. Все они внесены в список по смешанным критериям.

## Список
В данной таблице объекты расположены в порядке их добавления в список всемирного наследия ЮНЕСКО.
| # | Изображение | Название                                                           | Местоположение                      | Время создания | Год внесения в список | №     | Критерии     |
| - | ----------- | ------------------------------------------------------------------ | ----------------------------------- | -------------- | --------------------- | ----- | ------------ |
| 1 |             | Национальный парк Вирунга (фр. Parc national des Virunga)          | Провинция: Северное Киву            | 1925           | 1979                  | № 63  | vii, viii, x |
| 2 |             | Национальный парк Гарамба (фр. Parc national de la Garamba)        | Провинция: Верхнее Уэле             | 1938           | 1980                  | № 136 | vii, x       |
| 3 |             | Национальный парк Кахузи-Биега (фр. Parc national de Kahuzi-Biega) | Провинция: Южное Киву               | 1970           | 1980                  | № 137 | x            |
| 4 |             | Национальный парк Салонга (фр. Parc national de la Salonga)        | Провинции: Касаи, Маи-Ндомбе, Чуапа | 1970           | 1984                  | № 280 | vii, x       |
| 5 |             | Заповедник Окапи (фр. Réserve de faune à okapis)                   | Провинция: Итури                    | 1992           | 1996                  | № 718 | x            |

## Предварительный список
В таблице объекты расположены в порядке их добавления в предварительный список. В данном списке указаны объекты, предложенные правительством Демократической Республики Конго в качестве кандидатов на занесение в список всемирного наследия.
| # | Изображение | Название                                             | Местоположение            | Время создания           | Год внесения в список | №     | Критерии |
| - | ----------- | ---------------------------------------------------- | ------------------------- | ------------------------ | --------------------- | ----- | -------- |
| 1 |             | Впадина Упемба (фр. Dépression de l'Upemba)          | Провинция: Верхнее Ломами | —                        | 1997                  | № 963 |          |
| 2 |             | Пещеры Димба и Нгово (фр. Grottes de Dimba et Ngovo) | Провинция: Нижнее Конго   | 18000 — 650 лет до н. э. | 1997                  | № 961 |          |
| 3 |             | Пещера Матупи (фр. Grottes de Matupi)                | Провинция: Итури          | 40000 лет назад          | 1997                  | № 962 |          |